# Ситка, Эмил
Э́мил Си́тка (англ. Emil Sitka; 22 декабря 1914, Джонстаун, Пенсильвания — 16 января 1998, Камарильо, Калифорния) — американский актёр-комик кино и телевидения.

## Биография
Эмил Ситка родился 22 декабря 1914 года в городе Джонстаун (штат Пенсильвания, США). Отца звали Джозеф, он работал шахтёром. Мать звали Хелена Матула; оба его родителя были иммигрантами из Словакии (согласно другим источникам — из Литвы или из Польши). Отец мальчика умер в 1927 году от профессионального заболевания пневмокониоз, после чего Хелена надолго попала в больницу с сильным нервным срывом. Поскольку в семье, кроме Эмила, было ещё четверо младших детей, о которых некому было заботиться, их всех распределили по детским домам и приютам, лишь 12-летний Эмил избежал этой участи: он переехал в Питтсбург, где стал жить при церкви, воспитываемый священником. Он прожил так около четырёх лет, служил министрантом и всерьёз подумывал связать всю свою жизнь с Богом. Однако, начав играть перед прихожанами в «постановках Страстей Христовых», заметил в себе актёрский талант и передумал становиться священником.
В 1931 году Ситка воссоединился с одним из своих младших братьев, и двое мальчиков целый год ездили по стране в поисках работы и приключений. Вернувшись в Питтсбург, 17-летний Эмил устроился работать на фабрику, где трудился четыре года до крупного наводнения марта 1936 года, которое парализовало работу завода. Находясь в вынужденном отпуске, Ситка уехал в Голливуд, так как мечта стать актёром так и не отпускала его. Он нашёл самое дешёвое жильё (в раздевалке театра), которое оплачивал, занимаясь мелким ремонтом «всего подряд» и мастеря кое-что своими руками. Играл второстепенные роли в маленьких театрах, зачастую по ночам, так как днём подрабатывал инженером; несколько раз выступил как театральный режиссёр. За десять лет такой жизни Ситка сыграл сотни ролей в десятках театров, пока наконец в 1946 году он не был замечен «охотником за талантами» киностудии Columbia Pictures и впервые не снялся в кинофильме — это была короткометражка Hiss and Yel, где он исполнил маленькую роль пьяного садовника. 31-летний актёр-«новичок» приглянулся режиссёрам, так как тот имел огромный опыт в исполнении самых разнообразных ролей, а гонораром довольствовался самым малым. Сыграв такие крохотные роли в десятке короткометражек, Ситка был приглашён на съёмки в фильмы очень популярной комик-труппы «Три балбеса», и актёр остался с ними очень надолго, появившись всего примерно в 35 их лентах, из-за чего даже получил неофициальное прозвище «Четвёртый балбес». Государственный регистрационный номер автомобиля актёра был STOOGES (рус. БАЛБЕСЫ).
Ситка регулярно снимался до 1970 года, до распада труппы «Три балбеса», после чего 56-летний актёр удалился на покой, разово появившись в небольших ролях на широком экране в 1985, 1989 и 1992 годах.
В июне 1997 года 82-летний Эмил Ситка общался со своими поклонниками у себя дома, и внезапно у него случился обширный инсульт. Один из фанатов, к счастью, оказался профессиональным экстренным медицинским техником, поэтому актёр не умер до приезда врачей и выжил. Однако он впал в кому, из которой не выходил семь месяцев и скончался, не приходя в сознание, 16 января 1998 года в больнице города Камарильо (Калифорния). Похоронен на кладбище «Коньехо-Маунтин». Надписи на его надгробии гласят: «Возьмитесь за руки, голубки́!» и «Он танцевал всю дорогу».

### Личная жизнь
В 1942 году Эмил Ситка женился на девушке по имени Донна Дрисколл. Брак длился 27 лет, но в 1969 году пара развелась. От этого брака остались две дочери: Илонка Клагмен и Литл-Стар Мартотелла, и четверо сыновей: Радигор, Сторм, Дэрроу и Сэксон.

В 1971 году Ситка женился второй раз: его избранницей стала женщина по имени Эдит Уэбер. Брак продолжался 10 лет, в 1981 году Эдит умерла, детей от этого брака не было. Последние 17 лет жизни Ситка прожил вдовцом.

## Избранная фильмография
За 24 года кинокарьеры (1946—1970) Ситка снялся в 157 фильмах (78 из них были короткометражными) и сериалах, примерно в половине случаев без указания в титрах. Ситка — один из двух актёров (второй — Тини Брауэр), которые снимались со всеми шестью «Тремя балбесами», из-за чего его иногда называют «Четвёртый балбес», так как Ситка появился примерно в 35 лентах «Балбесов».

Амплуа актёра — «правильный, серьёзный мужчина». В дуэте с эксцентричным, взбалмошным, смешливым персонажем он всегда остаётся невозмутимым, не позволяя себе даже тени улыбки, всегда следует законам и правилам, что подчёркивает комизм первого актёра.

### Широкий экран

#### В титрах указан
- 1947 — Держите того льва![англ.] / Hold That Lion! — адвокат
- 1962 — Три балбеса встречают Геркулеса / The Three Stooges Meet Hercules — пастух / официант
- 1962 — Три балбеса на орбите[англ.] / The Three Stooges in Orbit — профессор Дэнфорт
- 1965 — Бандиты идут![англ.] / The Outlaws Is Coming — мистер Эбернати / Ведьмин доктор / полковник кавалерии
- 1970 — Человек-арбуз[англ.] / Watermelon Man — доставщик
- 1985 — Волна преступности / Crimewave — полковник Роджерс
- 1989 — Незваный гость / Intruder — мистер Эбернати, покупатель в супермаркете
- 1992 — Безумный[англ.] / The Nutt House — Гивс
- 1994 — Криминальное чтиво / Pulp Fiction — мировой судья Дж. М. Бентон в фильме «Жених без невесты[англ.]» (1947) в телевизоре (в титрах указан как «Возьмитесь за руки, голубки́!»)[2]

#### В титрах не указан
- 1947 — Полоумный праздник[англ.] / Half-Wits Holiday — Слэппингтон (к/м)
- 1947 — Жених без невесты[англ.] / Brideless Groom — мировой судья Дж. М. Бентон, регистрирующий брак (к/м)
- 1949 — Прекрасная блондинка из Бэшфул-Бенд / The Beautiful Blonde from Bashful Bend — мелкий преступник
- 1950 — Тропа Скалистого острова[англ.] / Rock Island Trail — ж/д пожарный в баре
- 1950 — Убей судью[англ.] / Kill the Umpire — разгневанный бейсбольный фанат
- 1950 — Девушка из Fuller Brush[англ.] / The Fuller Brush Girl — мужчина, топчущий волосы
- 1950 — Экстренная свадьба[англ.] / Emergency Wedding — покупатель в магазине
- 1951 — Сражающаяся Береговая охрана[англ.] / Fighting Coast Guard — старший помощник боцмана
- 1951 — Давай запишемся во флот![англ.] / Let's Go Navy! — почтальон
- 1951 — Миллионер для Кристи[англ.] / A Millionaire for Christy — прохожий
- 1951 — Колодец / The Well — обедающий в кафе мужчина
- 1953 — Все на берег![англ.] / All Ashore — бармен
- 1955 — Пьеса для троих[англ.] / Three for the Show — таксист
- 1955 — Школьные джунгли / Blackboard Jungle — отец одного из учеников
- 1955 — Моя сестра Эйлин / My Sister Eileen — Бит Уэлдер
- 1955 — Негодяи[англ.] / The Spoilers — шахтёр
- 1957 — 27-й день / The 27th Day — Хоукер, газетный журналист
- 1958 — Возвращение в Уэрбоу[англ.] / Return to Warbow — горожанин
- 1960 — Кто была та леди?[англ.] / Who Was That Lady? — мужчина с цветочным горшком
- 1963 — 13 испуганных девушек[англ.] / 13 Frightened Girls — Людвиг
- 1963 — Три балбеса в изумлении отправляются вокруг света[англ.] / The Three Stooges Go Around the World in a Daze — дворецкий в мужском клубе
- 1967 — Кто следит за монетным двором?[англ.] / Who's Minding the Mint? — дворник

### Телевидение
- 1965 — Новые Три балбеса[англ.] / The New Three Stooges — разные роли (в 18 эпизодах)